# Брыньково
 Брынько́во — деревня в Рузском районе Московской области России, входит в состав муниципального образования «Сельское поселение Старорузское», к западу от Москвы, в 4 км от г. Руза.

## История
Упоминания о деревне Брыньково встречаются уже во времена Смутного времени, когда в деревне была уничтожена деревянная церковь во имя великомученика Георгия Победоносца. В 1625 г. земли села были в вотчине окольничего Льва Ивановича Долматова-Карпова, который в 1628 г. восстановил церковь (она простояла до 1826 г., затем разобрана за ветхостью).
В 1673 г. Брыньково становится дворцовым селом. С 1681 г. оно принадлежало боярыне Марии Ивановне Грушецкой (Грушецкие были родственниками царствующего дома Романовых — первая жена царя Фёдора Алексеевича, Агафия Грушецкая была одной из трёх дочерей Марии Ивановны).
В 1701, при Грушецких, г. в селе была построена каменная церковь в честь Казанской иконы Божией Матери с приделом святителя Николая.
В 1705 г. село становится вотчиной царевича Сибирского Василия Алексеевича. Село ему досталось в качестве приданого, так как он был женат на средней дочери Марии Ивановны — на Анне Семёновне Грушецкой. В 1708 г. в селе сгорает деревянная церковь во имя великомученика Георгия Победоносца. В 1712 г. она построена вновь на месте сгоревшей и освящена по благословению преосв. Стефана (Яворского) митрополита Рязанского и Муромского и по челобитью Сибирского царевича Василия Алексеевича.
В 1747 г. селом владел князь Фёдор Васильевич Сибирский (1717—1758), сын В. А. Сибирского и А. С. Грушецкой. От его село переходит к его родному брату — Якову Васильевичу.
С 1762 по 1786 гг. селом по наследству владеет дочь Якова Васильевича Сибирского — Александра Яковлевна, вышедшая замуж за грузинского царевича — князя Леона Бакаровича (внук царя Вахтанга IV).
В 1812 году, 10 сентября, на третий день по полудни после Бородинского сражения, французский корпус подошёл к деревне Брыньково и простоял там больше 2 часов, пока его передовой дозор — Баварские стрелки — преодолели в Рузе стихийное сопротивление жителей и организованное сопротивление воинской охраны, которая сопровождала обоз с сухарями для русской армии.
В 1830-х гг. село у князей Грузинских выкупают Шумовы. Н. И. Шумов строит здесь писчебумажную фабрику. В 1863 г. Шумовы уехали из Брынькова. Через десять лет фабрика была продана Никите Петровичу Гилярову-Платонову, а земля в 1885 г. — московскому купцу И. А. Чуеву.

## Достопримечательности
В 1701 году в селе при Грушецких была построена каменная церковь Казанской иконы Божией Матери с приделом святителя Николая. Это кирпичный храм с кирпичным и белокаменным декором, характерным для московского барокко. Апсида, трапезная и колокольня храма были построены в 1850 г. на средства Николая Ивановича Шумова, гусара, штаб-ротмистра, в 1849 г. вышедшего в отставку, женившегося на дочери почётного гражданина В. И. Усачёва. В трапезной два престола: правый — во имя святителя Николая Чудотворца (освящён 4 июля 1865 г.) и левый — во имя великомученика Георгия Победоносца (освящён 27 августа 1867 г.). Н. И. Шумов с 1848 по 1863 гг. был ктитором этого храма.
В этой церкви находилась местночтимая икона Божией Матери «Нечаянная Радость» в серебро-позолочешгой ризе, отделанной жемчугом. Ежегодно, в шестое воскресенье после Пасхи, от храма совершался крестный ход за три версты в местность, называемую Кувшиново, где в древности находился храм. В девятую пятницу по Пасхе совершался крестный ход вокруг самого села. Рядом на церковной земле находились строения священнослужителей, а неподалёку — земская школа, которую посещали местные дети (около 100 человек).
От первоначального здания сохранились только центральный объем типа «восьмерик на четверике». Из декоративного убранства сохранились колонны на кронштейнах и карнизы. Обрамления окон и порталов были утрачены при расширении проёмов в середине XIX в. Церковь закрыта в 1930-х гг., в настоящее время находится в плохом состоянии.
В советское время храм был закрыт и частично разрушен. Вновь открыт в 1988 году. Богослужения возобновлены в 2001 году. В настоящее время в храме проводятся противоаварийные работы. В 2006 г. в храм подведено электричество. Проведён ремонт церковного дома.

## Проезд
От Москвы, ст. Тучково (станция) Белорусской ж.д., далее автобусом до Рузы 22 км, далее пешком 1,5 км.